# Kirkel
Kirkel este o comună din landul Saarland, Germania.
Localitatea se află în estul landului Saarland. Cele mai apropiate mari orașe sunt Homburg (Saar) la aproximativ 2 km spre est, St. Ingbert aproximativ 8 km la vest, Neunkirchen aproximativ 9 km la nord si Zweibrücken la aproximativ 11 km la sud.

## Structura locală
Comuna este formată din trei părți Kirkel-Neuhäusel, Limbach und Altstadt.

## Istorie
Kirkel a apărut prin reforma teritorială din 1974, prin care au apărut 
comunele Kirkel-Neuhäusel, Limbach și Altstadt.
În anul 1075 este menționat pentru prima dată Cetatea Kirkel. Satul Kirkel-Neuhäusel a apărut în evul mediu târziu la baza dealului pe care se află cetatea. Limbach a fost menționat pentru prima dată în 1219. Altstadt se afla în mijlocul localității Limbach.

## Geografie
Kirkel se află în pădurea Sankt Ingbert-Kirkel, iar Limbach și Altstadt se află pe lângă râul Blies.

### Populația
| Localitatea      | Locuitori | Bărbați | Femei | Străini | romano-catolic | evanghelic |
| ---------------- | --------- | ------- | ----- | ------- | -------------- | ---------- |
| Altstadt         | 1831      | 906     | 925   | 36      | 529            | 1029       |
| Kirkel-Neuhäusel | 4579      | 2277    | 2302  | 112     | 1844           | 1992       |
| Limbach          | 3862      | 1849    | 2013  | 151     | 1154           | 2114       |
| Gesamt           | 10272     | 5032    | 5240  | 299     | 3527           | 5135       |

 (Stand: 31. Dezember 2007)

## Cultura

### Muzee
În Kirkel-Neuhäusel se află Cetatea Kirkel. Aici se afla din 1994 un centru de cercetare arheologică.

## Legături externe
- Literatur über Kirkel in der Saarländischen Bibliographie
- Kirkeler Burgsommer
- Familienforschung in Kirkel mit historischen Bildern
- Ortsteil Altstadt Arhivat în 9 aprilie 2012, la Wayback Machine.
- Einwohnerstatistik Arhivat în 18 mai 2009, la Wayback Machine.

Kirkel pe Curlie